# Black & White 050505
Black & White 050505 är ett Simple Minds-album utgivet i september 2005. "Home" och "Stranger" släpptes som singlar. 050505 syftar på år-månad och dag då plattan var färdiginspelad.
Simple Minds hade sedan 2002 börjat att turnera igen runtom Europa. 20 februari 2005 spelade Simple Minds på Cirkus i Stockholm. Det var det första Sverige-besöket sedan 1998. 10 augusti 2006 spelade Simple Minds på Götaplatsen i Göteborg.

## Låtlista[1]
1. Stay Visible  5:19
2. Home  4:23
3. Stranger  4:08
4. Different World (Taormina.Me)  4:37
5. Underneath The Ice  4:45
6. The Jeweller Part 2  4:18
7. A Life Shot In Black & White  3:35
8. Kiss The Ground  4:06
9. Dolphins  5:57

## Musiker[1]
- Jim Kerr: sång
- Charles Burchill: gitarr, synt
- Mel Gaynor: trummor
- Eddie Duffy: bas
- Andy Gillespie: synt
- Jez Coad: gitarr och synt